# Taxila haquinus
Taxila haquinus is een vlindersoort uit de familie van de prachtvlinders (Riodinidae), onderfamilie Nemeobiinae.
Taxila haquinus werd in 1793 beschreven door Fabricius.